# Слободка (Смолевичский район)
Слободка — деревня в Смолевичском районе Минской области Белоруссии. Входит в состав Драчковского сельсовета. Расположена в 30 километрах на юг от Смолевич, в 40 километрах от Минска.

## История

### В составе Российской Империи
В 1870 году — деревня, в Смиловичской волости Игуменского уезда Минской губернии, 56 жителей муж.пола.
В 1897 году — 15 дворов, 149 жителей.
В начале XX века — 20 дворов, 124 жителя.
В 1910 году в церковно-приходской школе обучались 12 мальчиков.

### После 1917
Согласно переписи 1917 года — 28 дворов, 166 жителей.
С февраля по декабрь 1918 оккупирована войсками кайзеровской Германии, с августа 1919 по июль 1920 — войсками Польши. С 1919 — в БССР. С 1924 года — в Драчковском сельсовете. В начале 1930-х была проведена коллективизация, жители работали в колхозе «17 съезд Советов». В ВОВ с конца июня 1941 по 3.7.1944 была оккупирована.
Согласно переписи 1959 года — 235 жителей. В 1988 году было 80 хозяйств, 200 жителей, в совхозе «Загорье», магазин, животноводческая ферма.

### В настоящее время
В 1996 году было 82 хозяйства, 182 жителя. В 2013 году было 51 хозяйство, 133 жителя, магазин.